# Greg Stafford
Greg Stafford (Hartford, Connecticut; 9 de febrero de 1948-Arcata, California; 10 de octubre de 2018) fue un escritor y diseñador de juegos de tablero y de rol estadounidense. Creó el mundo fantástico de Glorantha, que fue llevado por él mismo al ámbito de la novela y de los juegos de tablero y rol con escritos como las historias de los príncipes Snodal y Argrath, la novela El Rey de Sartar, el juego de tablero White Bear and Red Moon o los juegos de rol RuneQuest o HeroQuest. Glorantha destaca por ser un universo propio alejado de la influencia aplastante de J. R. R. Tolkien, aproximándose más a la de Robert E. Howard y a las tesis de Joseph Campbell sobre la mitología.

## Biografía
Stafford cursó sus estudios superiores en la Universidad de Beloit (en la ciudad de Beloit, Wisconsin). En 1966, durante su primer año universitario, escribe la historia de Snodal, príncipe de Fronela, texto con el que inició la creación del universo imaginario que más tarde bautizaría con el nombre de Glorantha. En 1971, al acabar sus estudios, ocupa algunos empleos trabajando, en sus ratos libres, en la creación de juegos de tablero, sin encontrar sin embargo editores dispuestos a publicarlos. En 1974 acaba de crear su juego de tablero White Bear and Red Moon («oso blanco y luna roja») y en 1975, al no haber encontrado ningún editor que se lo publicase, opta finalmente por crear su propia editorial: Chaosium. Publica entonces White Bear and Red Moon en ese mismo año así como algunos otros juegos de tablero. Durante los tres primeros años de su existencia (1975-1978) Chaosium solo publicó juegos de tablero pero a partir de 1976 Stafford empezó a reunir a un equipo de aficionados a los juegos de rol (nacientes en aquella época, sobre todo gracias al éxito de Dungeons & Dragons), principalmente encabezado por Ray Turney y Steve Perrin, para la creación del que según él iba a ser el juego de rol de Glorantha. Así, en 1978, acaba por ser publicado RuneQuest, el primer juego de rol de Chaosium. En 1979, junto a Lynn Willis, uno de los diseñadores de juegos de Chaosium, Stafford empezó a trabajar en una versión resumida del sistema de juego de RuneQuest, con la intención de crear un sistema de juego adaptable a toda clase de universos de juego. Chaosium lo publicó en 1980 bajo la forma de un libreto incluido en las cajas de la segunda edición de RuneQuest. Titulado Basic Role-Playing este sistema de juego flexible y multiambiental es considerado por algunos especialistas de los juegos de rol como el primer sistema de juego genérico de la historia. La editorial continuó publicando juegos de tablero y de rol con la colaboración de numerosos autores, la mayor parte de juegos de rol de Chaosium estando basados en el sistema de Basic Role-Playing. Sin embargo el único juego de Chaosium creado casi exclusivamente por Greg Stafford es aquel que creó y publicó en 1985 y que él mismo considera como su obra maestra: Pendragón, un juego de rol ambientado en la Britania artúrica. Pendragón no utiliza propiamente hablando el sistema de Basic Role-Playing, pero usa de un sistema similar.
A mediados de los años 80 Stafford perdió los derechos de dos marcas que él había registrado: RuneQuest y HeroQuest (aunque las recuperó las dos en 2003). La pérdida de tales derechos se debió a razones diferentes en cada caso:
- En el caso de RuneQuest por haber firmado un contrato con el editor Avalon Hill para que la tercera edición del juego tuviera una mayor difusión, contrato que cedía a Avalon Hill los derechos de la marca RuneQuest, aunque no los de los textos mismos del juego. Cuando, debido al no respeto de ciertas cláusulas del contrato por parte de Avalon Hill, en 1995 Greg Stafford envió una carta al editor anunciándole la cesación del contrato, Stafford sabía que eso representaba la pérdida de los derechos sobre la marca RuneQuest. A partir de esta cesación de contrato, Avalon Hill poseía la marca y los derechos de publicación, pero no el contenido mismo del juego, mientras que Chaosium poseía los contenidos de RuneQuest pero no el derecho de publicarlo bajo ese nombre. Esa situación fue la causa de que RuneQuest no conociera ninguna edición entre 1993 y 2006.

- En el caso de HeroQuest por no haber renovado a tiempo los derechos del registro,[3] (cuando aún siquiera la marca HeroQuest había sido atribuida a ningún juego en particular). La editorial británica Games Workshop aprovechó entonces para comprar los derechos de la marca y publicar el juego de tablero HeroQuest entre 1989 y 1991.

En 1998 Stafford decide escindir de Chaosium dos nuevas editoriales que se separan de su sociedad madre para ocuparse individualmente de ciertos juegos. De este modo Chaosium conserva los juegos de rol La llamada de Cthulhu (junto a Mythos, un juego de cartas coleccionables), Stormbringer, Elric! y Nephilim mientras que son creadas Green Knight Publishing (para la continuación de la publicación de Pendragón) e Issaries, Inc. (para la continuación de la publicación de todo lo relativo a Glorantha). En 1998, pues, Stafford cedió a Charlie Krank su puesto de director de Chaosium para ocupar únicamente el de director de Issaries, Inc., puesto que ocupó hasta su fallecimiento.
Entre los juegos de rol publicados por Stafford desde que ocupa la dirección de Issaries, Inc. se cuentan Hero Wars (2000) y HeroQuest (2003), ambos ambientados en su universo ficticio de Glorantha. Hero Wars fue substituido directamente por HeroQuest en 2003, pues como ya ha sido indicado ese fue el año en que Stafford pudo recuperar las marcas registradas RuneQuest y HeroQuest. A partir de 2004 Stafford decidió dedicarse exclusivamente a la expansión y elaboración de su universo de Glorantha. Para ello estableció que Issaries, Inc. ya no publicaría directamente sus juegos de rol sino que delegaría esa actividad a otras editoriales, que publicarían entonces los juegos de rol y los suplementos de Glorantha, pero bajo licencia de Issaries. Es por eso que desde 2004 HeroQuest está publicado por Moon Design Publishing y Steve Jackson Games así como desde 2006 Mongoose Publishing publica una reedición de RuneQuest.
Murió el 10 de octubre de 2018 en su residencia de Arcata, California.